# VDC Technologies
VDC Technologies S.p.A. è stata un'azienda italiana operativa nel settore dell'elettronica, con sede e stabilimento ad Anagni, in provincia di Frosinone. Fondata nel 1964, dal 2005 faceva parte del gruppo multinazionale indiano Videocon.

## Storia

### La Ergon (1964-1970)
L'azienda fu fondata nel 1964 a Roma, con la denominazione sociale Ergon S.p.A., come produttrice di cinescopi con la finalità di affrancare l'Italia dalle importazioni di televisori a colori, su iniziativa dell'imprenditore Arnaldo Piccinini, presidente della FARET-Voxson.
Nell'ambito del progetto di finanziamento dello sviluppo industriale e la realizzazione di infrastrutture di base nelle regioni meridionali, grazie ai contributi erogati dalla Cassa del Mezzogiorno e dall'Istituto Mobiliare Italiano, ad Anagni, in provincia di Frosinone, su un terreno di 168.000 m² situato in località Fratta Rotonda, fu costruito un ampio complesso industriale di 73.000 m², inaugurato nel 1968, in cui furono trasferiti sede e produzione della Ergon, che inizialmente impiegò 2.000 addetti.

### Da Ergon a Videocolor (1971-2004)
Nel 1971, Ergon venne ceduta alla Videocolor SA, una joint-venture della francese Thomson-Brandt (51%) e della statunitense RCA (49%), e perciò gli venne modificata la ragione sociale in Videocolor S.p.A.. Videocolor divenne una delle più importanti realtà dell'industria componentistica elettronica nazionale, con prodotti venduti e installati a partner commerciali di livello internazionale. Fino al 1977, anno in cui sono partite le trasmissioni televisive a colori in Italia, il 95% dei cinescopi prodotti veniva esportato all'estero.
Nel 1982, Thomson-Brandt, nazionalizzata dallo Stato francese, assunse il controllo totale di Videocolor con l'acquisizione del 100% del suo capitale. L'azienda ciociara, malgrado fosse controllata da capitali stranieri, risentì comunque della situazione generale di crisi in cui precipitò l'industria italiana dell'elettronica civile e della componentistica negli anni ottanta. Per queste ragioni, il Comitato Interministeriale per il coordinamento della Politica Industriale (CIPI), a seguito di richiesta pervenuta dal Ministero dell'industria, con deliberazione del 9 febbraio 1984, autorizzò l'intervento pubblico con l'ingresso della REL, finanziaria del predetto ministero, nel capitale sociale di Videocolor con l'acquisizione di una quota del 20% e di un'iniezione di liquidità per 6 miliardi di lire, al fine di permettere la sua ristrutturazione e il risanamento. L'ingresso della REL favorì la ripresa di Videocolor, che nel 1986, con un fatturato di 400 miliardi di lire, fu l'unica tra tutte le aziende partecipate a registrare il bilancio in utile (1,5 miliardi di lire). Nel 1989, Videocolor riacquistava la quota del 20% della REL e l'azionista di riferimento tornava ad essere il Gruppo Thomson.
Il periodo di massimo successo della Videocolor sono stati gli anni dal 1989 al 1996, quando si arrivavano a produrre annualmente 4,2 milioni di cinescopi (di cui molti di tipo flat) e si impiegavano circa 2.500 lavoratori. I cinescopi venivano montati non soltanto sui televisori Thomson, ma anche su quelli SABA e Telefunken. Il centro di ricerca e sviluppo situato all'interno dell'area industriale seguiva anche gli altri stabilimenti produttivi del Gruppo ed era tra i più avanzati al mondo nella progettazione di nuovi processi industriali e macchinari per contenere gli scarti di produzione al di sotto dell'1%. Nel 1995, con una popolazione di 2.337 addetti, di cui 1.574 addetti alla produzione, il fatturato raggiunse i 1.018 miliardi di lire, il 5% del quale veniva impegnato in nuovi investimenti.

### Dalla Thomson alla Videocon: la VDC Technologies ed il fallimento (2005-2012)
Nel 2005, il Gruppo Thomson decise di cedere la Videocolor insieme a tutti gli altri stabilimenti produttivi di tubi a raggi catodici nel mondo alla Videocon, multinazionale indiana produttrice di elettrodomestici. 
La nuova proprietà cambia denominazione all'azienda in VDC Technologies S.p.A., e muta anche tipo di produzione passando dai tubi catodici a 4 nuove linee: l'assemblaggio di televisori, la produzione di pannelli al plasma, di condizionatori d'aria, e la ricerca per un nuovo plasma. L'unico ramo di attività che però mostra segni di crescita è quello della produzione di televisori, sia - per qualche anno ancora, nonostante siano obsoleti - CRT, che, soprattutto, di tipo LCD, dal 2007 prodotti con il marchio Nordmende. L'investimento previsto dalla Videocon sulla fabbrica di Anagni è di 307 milioni di euro per sostenere attività industriali e di ricerca e sviluppo (di cui 185 milioni lasciati in dote dalla Thomson), a cui si aggiungevano i 36 milioni dello Stato e gli 11 milioni della Regione Lazio.
Nel giugno 2008, nell'ambito dell'incontro tenutosi presso il Ministero dello sviluppo economico e alla presenza delle parti sociali, la Videocon ha espresso la volontà di disattendere gli impegni assunti, proponendo, come unica alternativa alla chiusura dello stabilimento, un ridimensionamento delle attività al mero assemblaggio di prodotti propri. Per l'attività di solo assemblaggio dei televisori, la manodopera impiegata è di appena 400 unità. Per la produzione di schermi al plasma di nuovo tipo, la proprietà aveva addirittura comprato un'intera linea di produzione - nuova - a Taiwan, smontandola e importandola ad Anagni, in container con tutti macchinari che rimarranno però parcheggiati attorno al sito, chiusi ed inutilizzati. Più tardi si scoprì che quella linea di produzione non era nuova, ma dismessa perché obsoleta da un produttore orientale mai identificato, e che i televisori al plasma commercializzati fino a quel momento erano stati importati tali e quali dalla Videocon, e non assemblati nello stabilimento di Anagni. Questi apparecchi rimasero per gran parte invenduti, perciò nel 2009, le attività della VDC vengono interrotte, e di conseguenza i 1.300 lavoratori dello stabilimento ciociaro vengono messi in cassa integrazione.
Videocon mette in liquidazione l'azienda laziale nel 2010, e due anni più tardi, il 25 giugno 2012, il Tribunale di Frosinone dichiara il fallimento della medesima con una perdita di 100 milioni di euro. Contestualmente, gli oltre mille dipendenti della VDC vengono messi in mobilità. La Procura della Repubblica del tribunale del capoluogo laziale, eseguì successivamente un'indagine che rilevò che si è trattato di bancarotta fraudolenta, causata dalla cattiva condotta dei vertici della multinazionale indiana e degli amministratori.
Nell'ottobre del 2018, il compendio industriale ed immobiliare, oramai abbandonato ed in degrado, viene acquistato dalla società Secomit S.r.l., con l'obbiettivo di una riacquisizione, recupero e reindustrializzazione dell'area.

## Informazioni e dati
VDC Technologies S.p.A. è stata un'azienda controllata dalla multinazionale indiana Videocon della famiglia Dhoot, con sede e stabilimento ad Anagni, in provincia di Frosinone, che operava nel settore dell'elettronica di consumo. A sua volta, VDC possedeva una controllata, la Cervino Technologies S.r.l., anch'essa con sede ad Anagni, che si occupava dello stampaggio di materie plastiche.
Nel 2009, l'azienda laziale aveva in organico 1.296 dipendenti, e realizzava un fatturato di 93,1 milioni di euro ed una perdita dell'esercizio di 154 milioni.
Lo stabilimento di Anagni rappresenta il secondo sito industriale per dimensioni del Lazio dopo lo Stabilimento FCA di Cassino.